# Universal Wrestling Association
Pour les articles homonymes, voir UWA.
L'Universal Wrestling Association (UWA) est une fédération de catch mexicaine créée en 1975 et dissoute en 1995, et dont le siège était situé à Naucalpan. Durant son existence, elle fut également connue sous le nom de Lucha Libre Internaciónal (LLI). Elle a été fondée par Ray Mendoza (en), Francisco Flores et Benjamín Mora.

## Histoire
Depuis sa création par Salvador Lutteroth (en) en 1933, l'Empresa Mexicana de Lucha Libre (EMLL) est devenu la principale fédération de catch mexicaine et la seule ayant un rayonnement national. Cependant, elle n'est pas l'unique fédération de catch du pays puisque des promoteurs organisent des spectacles de catch dans les villes à l'exception de Mexico. De plus Lutteroth se comporte comme un chef mafieux auprès des petits promoteurs en les empêchant d'intégrer la National Wrestling Alliance par exemple,. En 1974, Lutteroth souhaite prendre sa retraite et nomme son fils Salvador, Jr. mais cela déplaît à certain catcheurs de l'EMLL dont Ray Mendoza (en). Ils quittent l'EMLL et travaillent avec le soutien des promoteurs Francisco Flores et Benjamín. Beaucoup de catcheurs quittent l'EMLL parmi lesquels des stars établies comme Erik Karloff Lagarde, Rene Guajardo, El Solitario (en), Mil Máscaras, Dr. Wagner (en). Il y a aussi des jeunes talentueux comme Los Villanos (Villano I (en), Villano II (en), Villano III, Villano IV (en) et Villano V (en)) qui sont les fils de Mendoza, Fishman (en) et El Canek. Flores qui est promoteur dans la région de Pachuca décide de concurrencer l'EMLL en organisant des spectacles à Mexico.
Le premier spectacle de l'UWA a lieu le 29 janvier 1975 au Palais des sports de Mexico, le match phare voit la victoire de Villano I (en) sur Atila,. Le 26 juillet, l'UWA présente Lou Thesz comme étant le premier champion du monde poids lourd de l'UWA (en) et défend avec succès son titre face à Mil Máscaras ce jour-là.

## Championnats
| Nom                                                  | Premier(s) champion(s)     | Dernier(s) champion(s)            | Actuel(s) champion(s)      |
| ---------------------------------------------------- | -------------------------- | --------------------------------- | -------------------------- |
| UWA World Heavyweight Championship (en)              | Lou Thesz                  | El Canek                          | Dr. Wagner, Jr.            |
| UWA World Junior Heavyweight Championship (en)       | El Solitario (en)          | Mr Jack                           | Yasshi                     |
| UWA World Light Heavyweight Championship (en)        | Ray Mendoza (en)           | Villano V (en)                    | Aucun (plus utilisé)       |
| UWA World Junior Light Heavyweight Championship (en) | Cesar Valentino            | Gran Hamada                       | Súper Nova (en)            |
| UWA World Middleweight Championship (en)             | Rene Guajardo              | El Texano (en)                    | Kaji Tamato                |
| UWA World Welterweight Championship (en)             | Villano III                | Gran Hamada                       | Aucun (plus utilisé)       |
| UWA World Lightweight Championship (en)              | El Matematico              | Loco Valentino (en)               | Aucun (plus utilisé)       |
| UWA World Featherweight Championship (en)            | Pequeño Solin              | Coralillo                         | Aucun (plus utilisé)       |
| UWA World Tag Team Championship (en)                 | Riki Chōshū et Gran Hamada | Villano IV (en) et Villano V (en) | Ayumu Gunji et Rui Hyugaji |